# Bammelecke

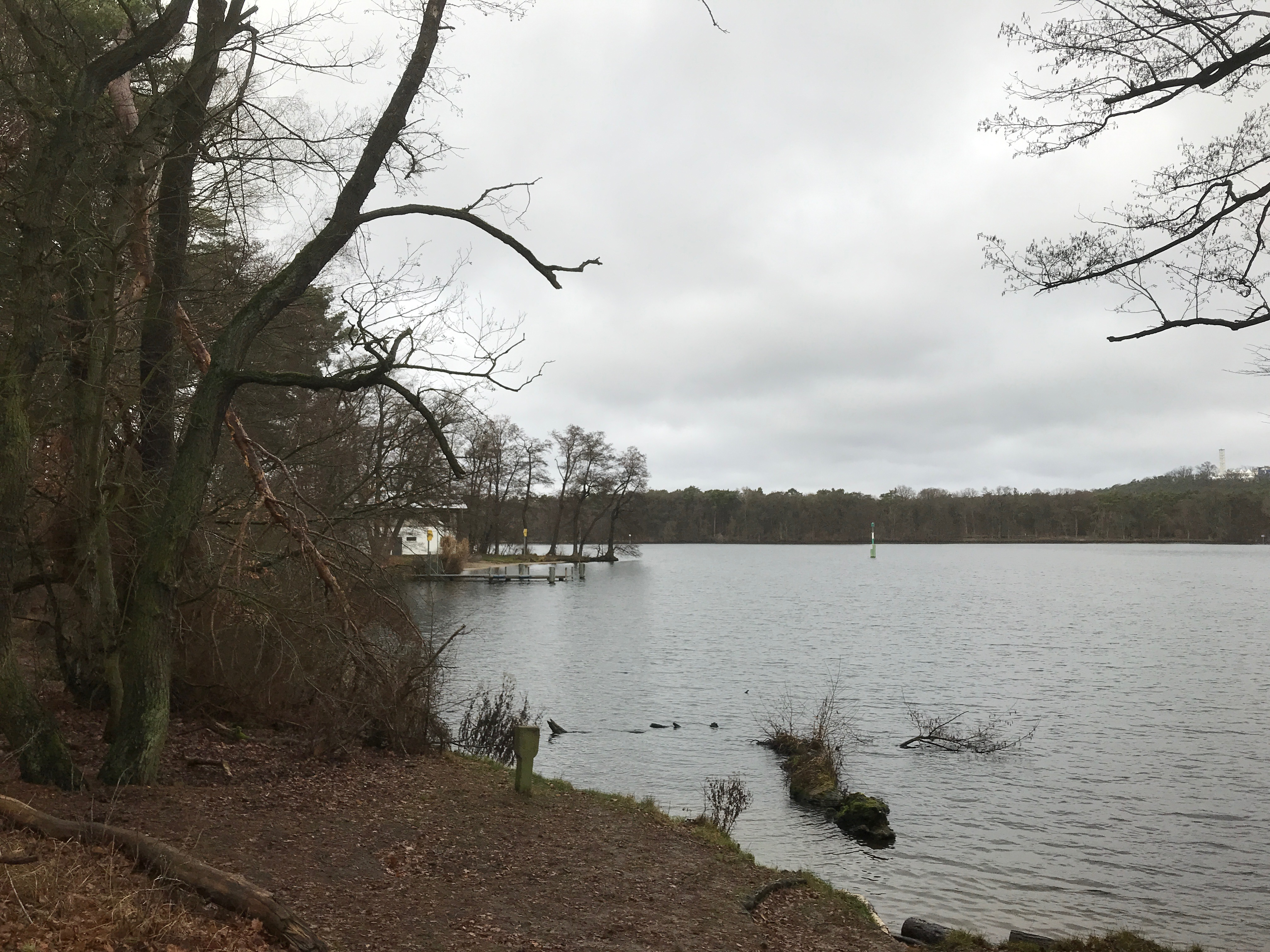
Die Bammelecke in Berlin-Grünau

Die Bammelecke ist eine Landzunge im Langen See im Berliner Ortsteil Grünau.

## Lage
Die Landzunge befindet sich im Südosten der Gemarkung Grünaus rund 3,4 Kilometer südöstlich des Bahnhofs Berlin-Grünau. Sie liegt in einem Rinnensee, der als Langer See bezeichnet wird und von der Dahme durchflossen wird. Sie ist mit Mischwald bewachsen und am nordöstlichen Ende ist ein Badestrand. Die Bammelecke liegt außerdem in der Trinkwasserschutzzone II des Wasserwerks Friedrichshagen. Die Landzunge ist von Land her über die südlich verlaufende Sportpromenade, eine Verlängerung der Regattastraße, erreichbar. Dort befindet sich auch eine gleichnamige Haltestelle der Schmöckwitz–Grünauer Uferbahn der BVG. Der Dahmeweg, einer von 20 grünen Hauptwegen führt an der Bammelecke entlang.

## Namensherkunft
Die Tageszeitung Neues Deutschland berichtete in einem Artikel aus dem Jahr 2001, dass sich der Name der Landzunge aus dem Berliner Dialekt ableitet. Demzufolge kann das bammeln bleiben sinngemäß mit hängen bleiben übersetzt werden. Die Zeitung berichtete weiter, dass sich an der Bammelecke im Wasser flache Stellen befanden, an denen Schleppkähne oder Sportboote aufgelaufen seien. Einer anderen Interpretation zufolge begannen an dieser Stelle zu einer früheren Zeit die Ruderwettkämpfe, vor denen die Teilnehmenden Angst – umgangssprachlich Bammel – hatten.

## Touristische Nutzung

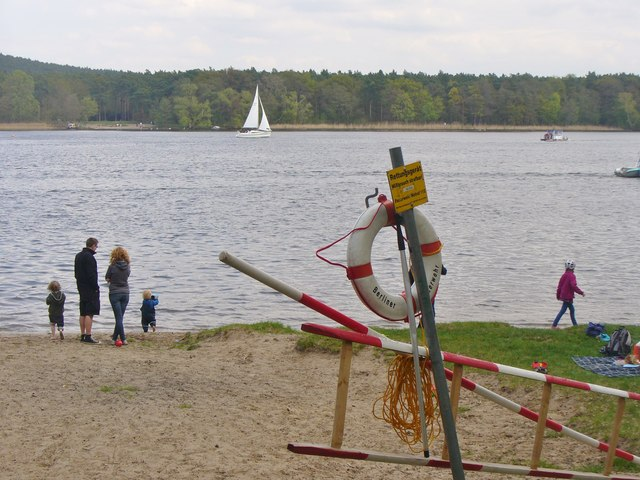
Blick von der Rettungsstelle Bammelecke Richtung Osten

Im Jahr 2019 befindet sich auf der Landzunge eine rund 60 Meter lange Badestelle mit einer Wasserrettungsstation des Arbeiter-Samariter-Bundes. Diese ist durch eine Austonnung vor der östlich verlaufenden Wasserstraße geschützt. Das Stadtmagazin Prinz bezeichnet die Badestelle als „Geheimtipp“. Allerdings wird die Wasserqualität an dieser Stelle im Hochsommer immer wieder aufgrund des verstärkten Algenwachstums bemängelt. Im August 2025 gab es hier auch Warnhinweise wegen Blaualgen.